# Sebastiania subsessilis
Sebastiania subsessilis là một loài thực vật có hoa trong họ Đại kích. Loài này được (Müll.Arg.) Pax miêu tả khoa học đầu tiên năm 1912.